# Apra Harbor
Apra Harbor est un port en eau profonde sur la côte ouest du territoire de Guam dépendant des États-Unis.
Le port est formé par la péninsule Orote au sud et l'île de Cabras au nord. Au sud, le port se rétrécit puis s'élargit de nouveau pour former un port intérieur.
L'extrémité sud du port est l'emplacement de la base navale de Guam. L'extrémité nord est du port de commerce où transitent environ 2 millions de tonnes de fret par an.

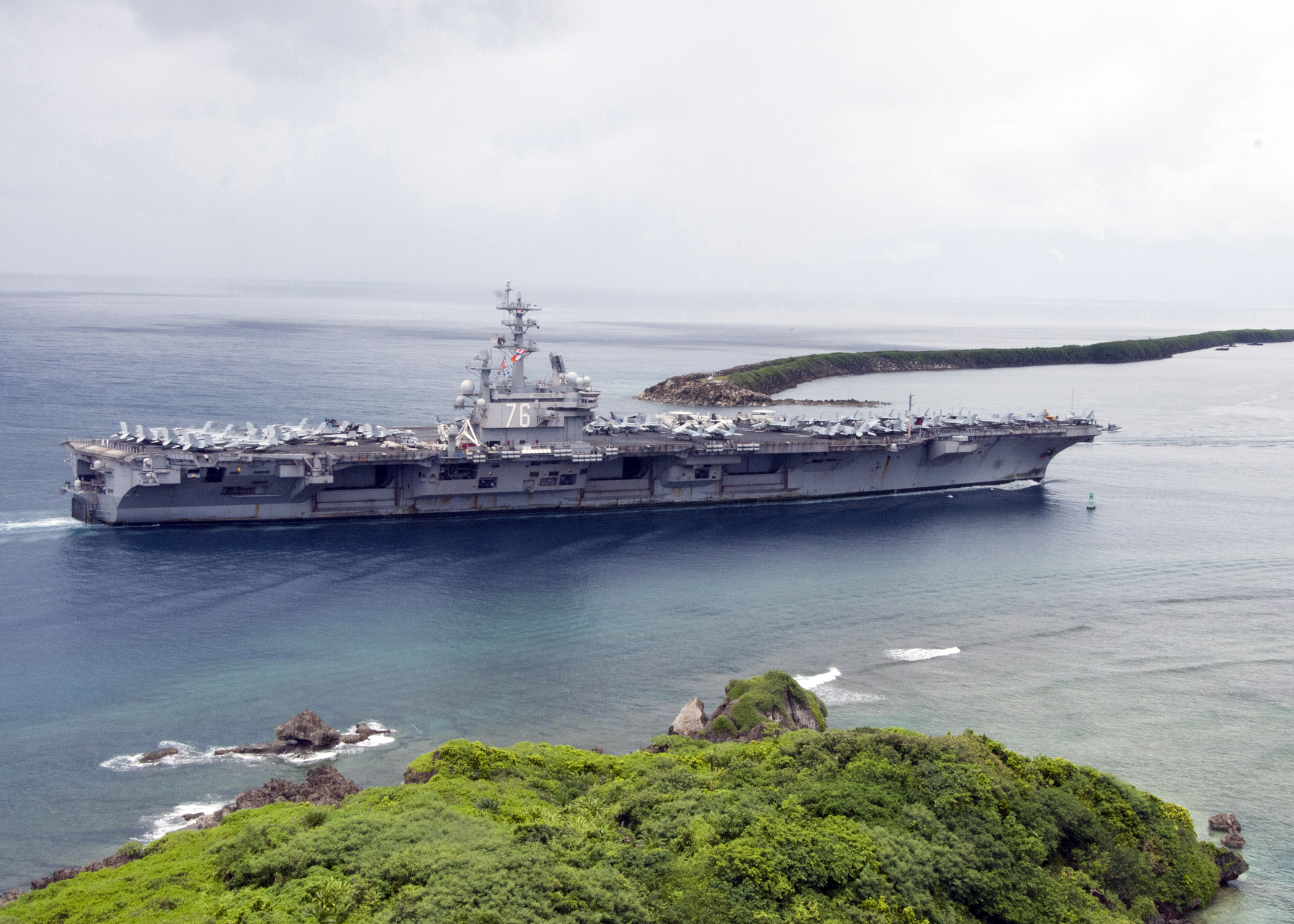
L' entrant dans Apra Harbor.